# Blue Ensign

L'insegna blu britannica

La Blue Ensign (letteralmente "Insegna blu") è una bandiera usata da certe organizzazioni e territori strettamente legati al Regno Unito, ma anche da stati indipendenti che in passato furono colonie britanniche. Viene utilizzata sia semplice, sia con l'aggiunta di stemmi o emblemi.
La Blue Ensign apparve intorno al XVII secolo con la croce di San Giorgio nel cantone in alto a sinistra su sfondo blu. L'evoluzione della Blue Ensign seguì direttamente quella dell'Union Flag. Infatti l'atto di unione del 1707 che unì il regno d'Inghilterra (che comprendeva il principato del Galles) con quello di Scozia formando il Regno di Gran Bretagna, portò alla luce la nuova Blue Ensign con l'Union Flag storica nel cantone. Con il successivo atto di unione del 1800, il Regno di Gran Bretagna si unì al Regno d'Irlanda e la croce di San Patrizio fu aggiunta alla Union Flag e di conseguenza si modificò definitivamente anche la Blue Ensign.
Anticamente la Blue Ensign era la bandiera del Blue Squadron della Royal Navy, la squadra di retroguardia della marina britannica; ad essa si affiancavano la Red Ensign, della squadra di avanguardia e la White Ensign, della squadra di centro. Con la riorganizzazione della marina britannica nel 1864 la Blue Ensign venne assegnata alla navi della riserva navale mentre la Red Ensign venne usata dalle navi mercantili. La White Ensign viene invece utilizzata esclusivamente dalla marina da guerra (le cui navi hanno come prefisso HMS (His Majesty's Ship o Her Majesty's Ship a seconda che il sovrano sia un re o una regina), e dal Royal Yacht Squadron.

## Versioni precedenti della Blue Ensign

(XVII secolo)
(1707–1801)

## Bandiere di territori britannici d'oltremare che utilizzano la Blue Ensign
- bandiera di Anguilla
- bandiera delle Isole Vergini Britanniche
- bandiera delle Isole Cayman
- bandiera delle Isole Falkland
- bandiera di Montserrat
- bandiera delle Isole Pitcairn
- bandiera di Sant'Elena
- bandiera di Turks e Caicos
- bandiera di Hong Kong prima del 1997

## Bandiere di Stati che utilizzano la Blue Ensign
Ne fanno parte:
- bandiera dell'Australia
  - bandiera del Nuovo Galles del Sud
  - bandiera del Queensland
  - bandiera dell'Australia meridionale
  - bandiera della Tasmania
  - bandiera del Victoria
  - bandiera dell'Australia Occidentale
- bandiera delle Figi (azzurra)
- bandiera della Nuova Zelanda
- bandiera delle Isole Cook
- bandiera di Tuvalu (azzurra)